# Geoff Gascoyne
Geoff Gascoyne (* 23. November 1963 in Nottingham) ist ein britischer Jazz-Bassist, Arrangeur, Komponist und Bandleader.

## Leben und Wirken
Geoff Gascoyne begann mit sechs Jahren Klavier zu spielen, erhielt in seiner Jugend eine klassische Ausbildung und spielte in einer Jugendband Bassgitarre. 1978 zog er nach London und studierte an der St Martin's School of Art. 1981 hatte er erste professionelle Auftritte. Nach Beendigung seines Studiums 1981 arbeitete er als freischaffender Musiker; um 1988 begann er sich mit Jazzmusik zu beschäftigen.
1990 wurde er Mitglied der Band Everything but the Girl, der er drei Jahre angehörte; nach Tourneen durch die USA, Kanada, Europ und Japan entstand 1991 das Album Worldwide. 1994 arbeitete er in der Hip-Hop-Jazz-Rap-Formation Us3. 1993 arbeitete er mit Jim Mullen and Ian Shaw; im selben Jahr gründete er mit dem Gitarristen Malcolm MacFarlane die Formation Wabash. In dieser Zeit wechselte er von der Bassgitarre zum Kontrabass und konzentrierte sich auf das Komponieren. Bei einer Tournee durch Deutschland lernte er Georgie Fame kennen, mit dem er seitdem zusammenarbeitet. Gascoyne wurde 1995 Mitglied seiner Band und wirkte auch an dessen Tournee mit Van Morrison mit.
1995 erschien sein erstes Album unter eigenem Namen Voices of Spring, an dem Gerard Presencer, Tim Garland, Mark Lockheart, Jim Mullen und Claire Martin mitwirkten. Mit einer Band gastierte er in Londons Ronnie Scott’s Jazz Club, wirkte an Aufnahmesessions mit und arbeitete als Musikpädagoge und Tutor an der Royal Academy of Music in London. 1996 wurde er Mitglied der Band von Guy Barker. Nach einem zweiten Album 1997 (Winter Wonderland), bei dem er im Duo mit dem Pianisten Pete Churchill Weihnachtslieder interpretierte, ging er 1998 mit Bill Brufords Formation Earthworks auf eine Europatournee und wirkte an Aufnahmen von Lisa Stansfield mit. 1999 stellte er sein neues Quartett zusammen und arbeitete an der Filmmusik des Spielfilms Der talentierte Mr. Ripley sowie der Revue Lenny, in der er Dianne Reeves, Ben Sidran und Norma Winstone begleitete. Gascoyne war in dieser Zeit auch als Arrangeur bei Aufnahmen von Ian Shaw und Cedar Walton tätig.
In den 2000er Jahren arbeitete er als Arrangeur für Trudy Kerr (Daydream), mit der er seit 2002 verheiratet ist, mit Georgie Fame (Relationships) sowie mit dem Opernsänger Willard White, 2001 erschien ein weiteres Album in Quartettbesetzung mit Ben Castle, Gareth Williams und Sebastiaan De Krom und Auftritte im Londoner Ronnie Scott's Club. 2002 entstand ein gemeinsames Album mit dem Sänger Jamie Cullum (Songs of the Summer), bei dessen Alben Pointless Nostalgic, Twentysomething und Catching Tales er als Bassist und Arrangeur maßgeblich mitwirkte.

## Diskographische Hinweise
- Voices of Spring (Jazzizit, 1995)
- Winter Wonderland (Jazzizit, 1997)
- Autumn (Jazzizit; 1999)
- Keep It to Yourself (Candid, 2005)